# Avtozavodskaja (metrostation Nizjni Novgorod)
Avtozavodskaja (Russisch: Автозаводская) is een station van de metro van Nizjni Novgorod. Het station maakt deel uit van de Avtozavodskaja-lijn en werd geopend op 8 augustus 1987. Het metrostation bevindt zich onder de Prospekt Lenina (Leninlaan), op het terrein van de autofabriek GAZ, waaraan het zijn naam dankt - avtozavod betekent "autofabriek". Oorspronkelijk zou het station Severnaja ("Noord") heten, naar de Severnaja Prochodnaja (Noordtoegang), de hoofdingang van de GAZ-fabriek; deze naam werd uiteindelijk echter te verwarrend geacht, omdat het station zich in het zuiden van de stad bevindt. De naam Avtozavodskaja was aanvankelijk gedacht voor het station dat uiteindelijk Komsomolskaja werd genoemd.
Het station is ondiep gelegen en beschikt over een perronhal met zuilengalerijen. Bovenaan de witmarmeren wanden langs de sporen wordt in een strook de auto-industrie van Nizjni Novgorod uitgebeeld. De vierkante zuilen zijn met grijs marmer bekleed.